# 인도아리아어군
인도아리아어군(영어: Indo-Aryan languages)은 인도유럽어족 인도이란어파의 한 어군이다. 오늘날 인도 중·북부 지역에서 사용되는 대부분의 언어가 여기에 속하며 약 9억 명 이상의 인구를 모어 화자로 가진 거대한 언어군이다. 인도아리아어군에 속하는 언어는 주로 남아시아의 인도, 파키스탄, 방글라데시, 네팔, 스리랑카에 걸쳐 분포하며, 남유럽의 인도아리아계 이주 집단인 롬인들의 롬어도 존재한다.
오늘날 모어 화자가 많은 대표적인 언어로는 힌디-우르두어(3억 3천만), 벵골어(2억 4천만), 펀자브어(1억 2천만), 마라티어(1억 1천만) , 구자라트어(6천만), 라자스탄어(6천만) 등이 있다.

## 역사
역사적으로 고대의 베다 산스크리트어와 중세의 프라크리트어군 등의 형태로 기록된 바 있다. 이들은 오늘날 다양한 언어로 분화되어 사멸하였으나 여전히 각각 산스크리트어, 팔리어라는 고전 문어로서 전래되어 사용되고 있다. 또한 여러 증거에 의해 고대 메소포타미아 상류에 존재하던 미탄니의 왕족 등 지배층도 인도아리아어 계통의 고대어를 사용했을 것으로 추정된다.

## 분류
오늘날의 인도아리아어군은 인접한 언어들 간에 과도적인 유사성을 보이는 경향이 있어 전체적으로 볼 때 방언 연속체를 이룬다고 여겨지므로, 무엇이 언어이고 무엇이 방언인지는 단정짓기 쉽지 않은 사안이다. 이에 따라 하위의 분류를 설정하는 데에 있어서도 여러 가지 서로 다른 이론들이 존재하고 있으며, 특히 과도적 지대의 언어를 분류하는 데에 있어 학자마다 의견이 분분한 편으로, 단순히 가지를 쳐나가는 방식의 트리 모델(tree model)은 현대 인도-아리아어군의 분류에는 적절하지 않다고 지적하는 학자들도 있다.
특히 인도아리아인 인구의 점진적 확산이라는 역사적 사실과 연관지어 어군을 층(stratum)에 따라 크게 내부(핵)어군과 외부어군으로 나눌 수 있다고 주장하는 가설도 역사가 깊다.

### 하위 분류
- 다르드어군
- 북인도아리아어군 (파하리어군)
- 북서인도아리아어군
- 서인도아리아어군
- 중인도아리아어군
  - 힌두스탄어
  - 동중인도아리아어군
- 동인도아리아어군 (마가드어군)
- 남인도아리아어군
  - 신할라몰디브어

## 같이 보기
- 인도아리아어군의 언어 목록